# Shirakawa (Ōno)

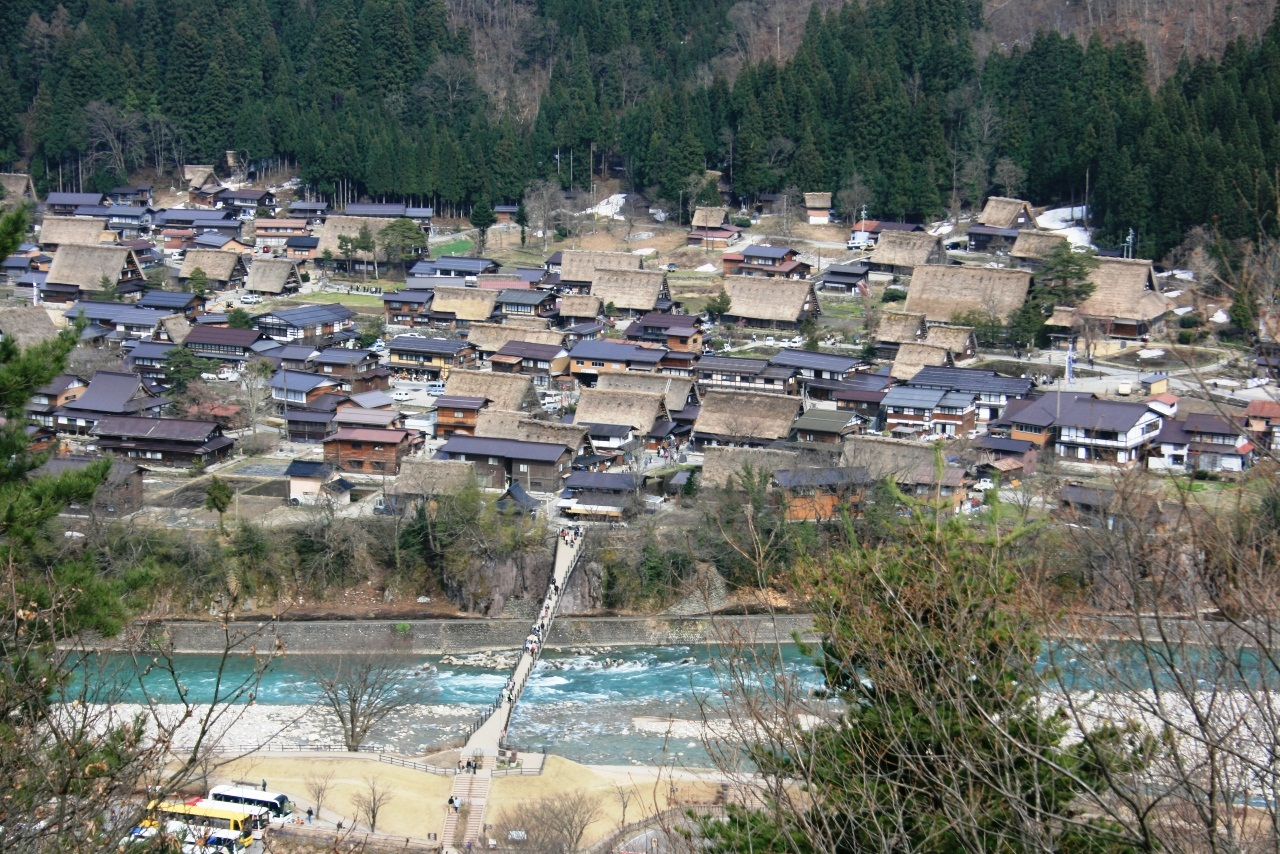
Shirakawa-go e il fiume Shokawa. Si vedono delle case tradizionali minka.

Shirakawa (白川村?, Shirakawa-mura), o Shirakawa-Go (白川御?), è un villaggio giapponese patrimonio dell'UNESCO della prefettura di Gifu.

## Storia
La zona intorno a Shirakawa faceva parte della storica provincia di Hida. Con le riforme catastali seguite al rinnovamento Meiji, l'area venne organizzata nel distretto di Ōno, all'interno della prefettura di Gifu. Il villaggio di Shirakawa si è formato il 1º luglio 1897, con l'istituzione del moderno sistema dei comuni. Sin dall'antichità luogo di produzione di sakè locale doburoku (濁酒) e produzione intensiva della seta. Durante il periodo Edo grazie alla sua inaccessibilità geografica e climaticha, dove tutt'ora non si promuove a cielo aperto, il villaggio di Shirakawa-Go era anche una delle sedi di produzione di polvere da sparo sotto lo shogunato Tokugawa, elemento necessario per l'unificazione del Giappone. Le vere licenze rilasciate dallo stesso shogunato sono visibili presso una delle case Gassho zukuri principali nello stesso villaggio.

## Nei media
- Onizawa-gō, un villaggio immaginario della prefettura di Gifu negli episodi 348-349 (378-379 secondo la numerazione italiana) della serie anime Detective Conan, è modellato su Shirakawa-gō.
- Il villaggio di Hinamizawa della serie Higurashi When They Cry è basato interamente su Shirakawa-gō.